# Лезе (Німеччина)
Лезе (нім. Leese) — громада в Німеччині, розташована в землі Нижня Саксонія. Входить до складу району Нінбург. Складова частина об'єднання громад Міттельвезер.
Площа — 29,65 км2. Населення становить 1653 ос. (станом на 31 грудня 2021).

## Галерея

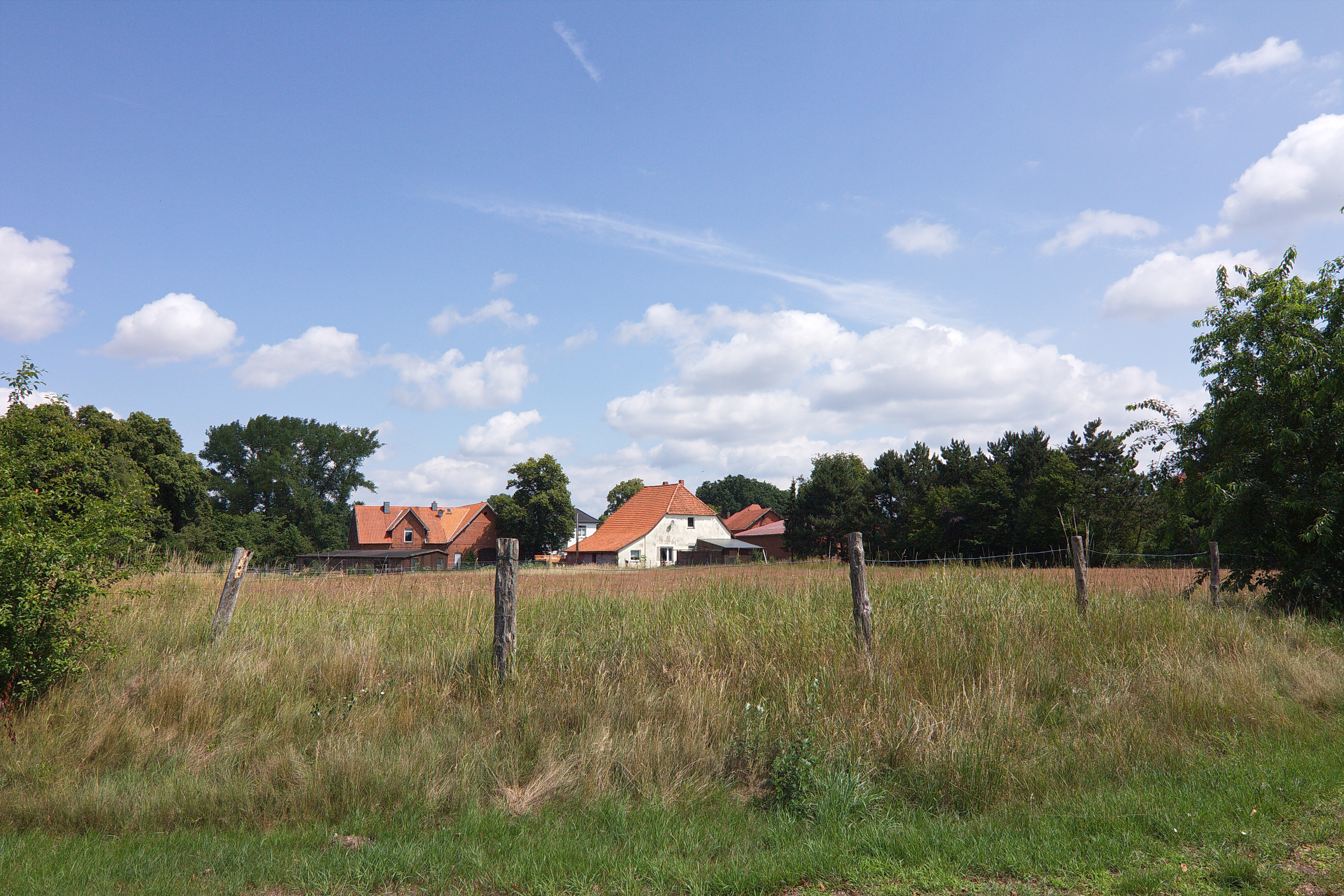